# Screamer (videojuego)
Screamer es un videojuego de carreras para sistemas operativos compatibles con MS-DOS. El juego utiliza mapeado de texturas polígono-modelos de pistas y autos y comparte algunos elementos con Ridge Racer de 1993 de Namco. Una secuela, Screamer 2, fue lanzada en 1996.
GOG.com lanzó una versión de emulada para Windows en 2009 y Mac OS X en 2012. Se anunció un nuevo reinicio de la serie en los The Game Awards 2024.

## Jugabilidad
Screamer es un juego de carreras arcade tradicional. El jugador puede conducir muchos autos diferentes, como un Corvette, un Porsche 911 y otros. El juego tiene pistas variadas, todas las cuales están disponibles en modo al revés. Los jugadores pueden enfrentarse al auto Bullet para la última carrera de campeonato.

## Desarrollo
Software rendering se usa en el juego, a diferencia de las tres secuelas de Screamer Screamer 2, Screamer Rally y  Screamer 4x4, que utilizaban hardware 3D (en el caso de Screamer 2, después de que se lanzara un parche). Como resultado, Screamer fue uno de los primeros juegos que realmente requería un procesador Pentium para funcionar a toda velocidad, especialmente en el modo SVGA. Una versión especial acelerada en 3D estaba disponible con la tarjeta gráfica Number Nine Reality 332FX, que utilizaba el conjunto de chips S3 ViRGE.
La música del juego fue compuesta por Allister Brimble.

## Recepción
Un crítico de "Maximum" elogió el juego por su alta velocidad, secuencias de repetición, gráficos de desplazamiento suave, selección de vehículos, numerosos modos y opciones, alta longevidad general y bajo precio. Señaló que los oponentes controlados por computadora siguen un curso fijo, e incluso chocarían a toda velocidad contra el automóvil del jugador en lugar de desviarse de ese curso, pero no sintió que esto fuera algo malo. Le dio al juego 5 de 5 estrellas. Un crítico de Next Generation también se mostró satisfecho con los gráficos, la selección de vehículos y los numerosos modos. Elogió el juego por ser más accesible que la mayoría de los corredores, lo que permite a los jugadores comenzar a correr sin tener que averiguar los aspectos técnicos del automóvil, aunque también lo criticó por ser "simplista". Lo calificó con 4 de 5 estrellas y concluyó que "puede que no tenga mucho, pero los gráficos, la jugabilidad y la selección de autos con sus diferentes cualidades lo convierten en un título digno de ver".
Los editores de Computer Games Magazine nominaron a Screamer como el mejor juego de carreras de 2001, pero finalmente le dieron el premio a NASCAR Racing 4.
Un anuncio del juego, que mostraba los restos de un automóvil incendiado con el lema "Cada Navidad, las carreteras están llenas de locos. Únase a ellos", despertó la protesta pública.